# SV Mitterteich
Der SV Mitterteich ist ein Sportverein aus der Oberpfälzer Stadt Mitterteich.

## Geschichte
Der Verein wurde 1919 gegründet. 1920 wurden erste Spiele bestritten. Nach der Fahnenweihe 1922 wurde der Spielbetrieb dann 1927/1928 aufgrund von Meinungsverschiedenheiten innerhalb der aktiven Spieler eingestellt.
Seine Wiedergeburt erlebte der Verein am 9. Januar 1932 als bei der erneuten Gründungsversammlung ca. 50 Personen eine neue Vorstandschaft mit Richard Schubert an der Spitze wählten. Am 15. Mai 1932 folgte der Platzneubau auf dem Höftmann-Gelände an der Marktredwitzer Straße. Bis zum Kriegsbeginn im Sommer 1942 folgten sportliche Erfolge wie der Aufstieg in die Bezirksliga sowie Siege gegen den FC Bayern Hof und den 1. FC Bayreuth.
1945 wurde der Spielbetrieb in der untersten Liga wieder aufgenommen. Die Vorstandschaft bildeten Paul Werner und Josef Artmann.
1948/1949 wurde der Verein von der Porzellan AG Mitterteich übernommen und erhielt den Namen BSG Zehendner Mitterteich. Im selben Jahr gelang der Aufstieg in die damalige 4. Liga, die Landesliga Süd. Bis 1959 spielte man in der Landesliga, doch als es mit der Porzellanfabrik wirtschaftlich bergab ging, folgte auch beim BSG Zehendner das Ende. 1959 folgte der Abstieg. Der Verein war kurz vor der Auflösung.
Einen Meilenstein gab es 1968/1969 zu verzeichnen, als die Fahnenweihe und das 50-jährige Vereinsjubiläum gefeiert wurde. Auch sportlich ging es nun wieder bergauf, weshalb die Mannschaft in der Saison 1970/1971 den Wiederaufstieg in die Bezirksliga Oberfranken Ost feiern konnte.
Am 27. Juni 1974 folgte die Gründung der Sparte Tennis. In den darauffolgenden Jahren wurden zwei Hartplätze und sechs Sandplätze errichtet. Darüber hinaus erbaute man ein Vereinsheim und eine Tennishalle mit zwei Hartplätzen und zwei Kegelbahnen.
1987/1988 gründete man die Sparte Kegeln.
Der große Wurf gelang 1989, als man den Trainer Horst Will verpflichtete und im selben Jahr in die Landesliga Nord aufstieg.
Eine neue Ära wurde am 22. Juli 1997 eingeläutet, als sich Roland Eckert und Rainer Heinrich bereiterklärten, den SVM ins neue Jahrtausend zu führen. Der SV Mitterteich wurde bayerischer Vizemeister im Hallenfußball.
2000 konnte dann der Aufstieg in die Landesliga folgen, als man gegen den SV Hallstadt durch ein Last-Minute-Tor von Markus Siller 1:0 gewann. 2004 wurde das mittlerweile marode Vereinsheim renoviert. Im selben Jahr folgte im Jugendbereich der Zusammenschluss des SV Mitterteich, ATS Mitterteich und des TSV Konnersreuth, woraus die JFG FC Stiftland folgte.
Im Jubiläumsjahr 2009 schaffte man einen vierten Platz in der Landesliga Nord. Seit 2012/2013 spielt die erste Mannschaft in der Landesliga Mitte und die zweite Mannschaft unverändert in der Kreisliga Marktredwitz. 2012 bestritt man vor 1860 Zuschauern ein Freundschaftsspiel gegen den TSV 1860 München, welches man mit 0:10 verlor. Den Medienhauscup 2013 konnte man in einem Herzschlagfinale gegen die SpVgg Bayreuth mit 2:1 gewinnen.

## Mitglieder

### Ehrenmitglieder
- Anton Lenk
- Anton Summer
- Jakob Süß
- Josef Zintl
- Heinz Schönberger
- Erich Ottlinger
- Johann Zeus
- Axel Höftmann
- Herrmann Gold
- Hans Rüth
- Rainer Heinrich

### Ehrenvorstände
- Franz Zehendner
- Dr. Oswald Krämer
- Willi-Karl Höftmann

### Ehrenspielführer
- Hilmar Zangl
- Roland Gareis
- Markus Siller

### Vorstände
- 1919–1927 Otto Richter
- 1927–1933 Richard Schubert
- 1933–1934 Walter Tschirn
- 1934–1937 Martin Zehendner
- 1937–1939 Franz Zehendner
- 1945–1946 Paul Werner
- 1946–1947 Martin Zehendner
- 1947–1959 Franz Zehendner
- 1959–1983 Dr. Oswald Krämer
- 1983–1990 Willi Karl Höftmann
- 1990–1997 Josef Weiß
- seit 1997 Roland Eckert

## Erfolge
- Aufstieg in die 1. Amateurliga: 1953
- Aufstieg in die Landesliga Bayern Nord: 1989, 2000
- Bayerischer Vizemeister in der Halle
- Sieger des Medienhauscups 2013